# ソユーズ28号
ソユーズ28号（Soyuz 28 、ロシア語: Союз 28）は、1978年のソビエト連邦の有人宇宙飛行で、サリュート6号を訪れた。軌道上の施設にドッキングが成功したのは3度目であった。ソユーズ28号の乗組員は、長期滞在を行っているソユーズ26号の乗組員を訪ねたのは2度目であった。
チェコスロバキアのウラジミル・レメックはアメリカ合衆国とソビエト連邦の国民以外で初めて宇宙飛行を行った。これは、東側諸国と他の共産主義国に宇宙への機会を開放したインターコスモスの最初の飛行であった。

## 乗組員
- 船長：アレクセイ・グバレフ　(2度目)
- リサーチ：ウラジミル・レメック　(1度目)

### バックアップ
- 船長：ニコライ・ルカビシュニコフ
- リサーチ：オールドリッチ・ペルチャーク

## ミッションパラメータ
- 質量:6,800kg
- 近点:198.9km
- 遠点:275.6km
- 軌道傾斜角:51.65°
- 軌道周期:88.95分

## ミッションハイライト

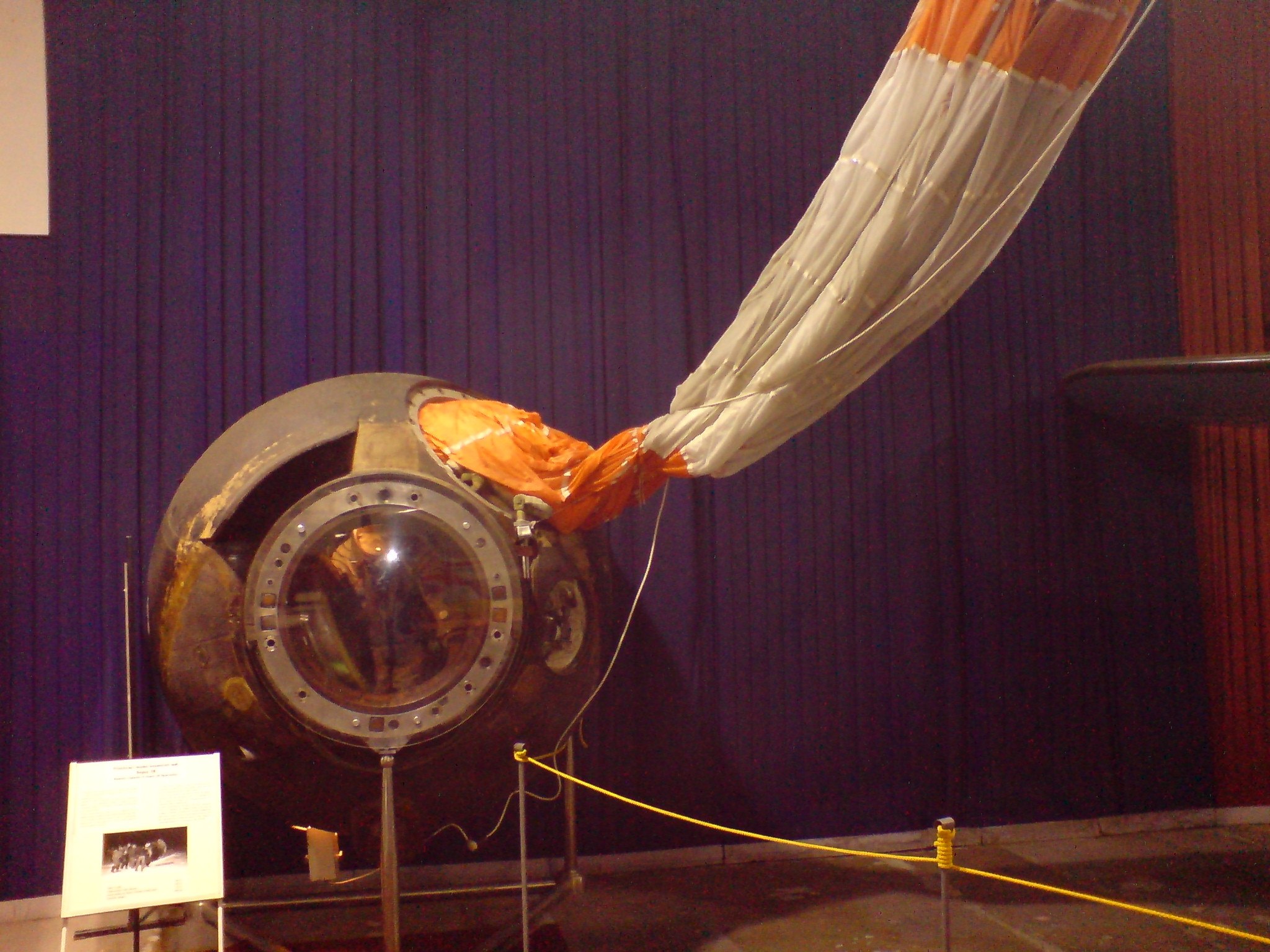
プラハ航空博物館に展示されているソユーズ28号のカプセル

ソユーズ28号は、ソビエト圏の国の軍事パイロットがソ連の宇宙計画の一環として8日程度宇宙へ行ったインターコスモスの最初の飛行だった。これは、ヨーロッパの飛行士をスペースシャトル計画に参加させるアメリカ合衆国の計画に対抗するものだった。
アレクセイ・グバレフとソ連人とアメリカ人以外で初めて宇宙を訪れたウラジミル・レメックは、未特定の原因によって3日延期された1978年3月2日にソユーズ28号で打ち上げられた。軌道上のサリュート6号とドッキングし、ソユーズ26号で12月から滞在していたゲオルギー・グレチコとユーリ・ロマネンコに合流した。グバレフとグレチコは、1975年にソユーズ17号で一緒にサリュート4号を訪れたことがあった。
ドッキングの翌日、ソユーズ26号の乗組員は、1974年にスカイラブ4号の乗組員によって樹立された84日間の宇宙滞在記録を破ったことを祝った。
ミッションの目的は、主に政治的なものだった。サリュート6号の4人の乗組員は、ソビエト連邦首相のレオニード・ブレジネフとチェコスロバキア大統領のグスターフ・フサークからメッセージを受け取った。そのメッセージは、弱体化しつつあった共産主義政権がインターコスモスの飛行を機に強化されることを願うものだった。
ミッションは政治的な目的を持っていたが、無重力でのクロレラの生育の観察や溶鉱炉でガラスや鉛、銀、塩化銅等を融かす実験、人間の組織の酸素を計測するオキシメーターと呼ばれた実験等、様々な実験が行われた。3月10日、ソユーズ28号の乗組員は地球に帰る準備を行い、実験装置等を片付けた。彼らはステーションから離脱し、その日遅くにアスタナから310km西方に着陸した。